# Gimnastică la Jocurile Olimpice de vară din 2024 - Trambulină individual feminin
Proba feminină de trambulină individual de la Jocurile Olimpice de vară din 2024 a avut loc pe 2 august 2024 la Palatul Sporturilor din Paris-Bercy din Paris, Franța.

## Program
Orele sunt ora Franței (UTC+1)
| Data                  | Oră   | Etapă      |
| --------------------- | ----- | ---------- |
| Vineri, 2 august 2024 | 12:00 | Calificări |
| Vineri, 2 august 2024 | 13:50 | Finala     |

## Rezultate

### Calificări
Reguli de calificare: primele opt gimnaste cu cel mai mare punctaj (din două exerciții) se califică pentru finală. Cel mai mare punctaj este scris cu numere aldine.
| Loc | Sportiv                       | Primul exercițiu | Al doilea exercițiu | Cel mai mare scor | Calificare |
| --- | ----------------------------- | ---------------- | ------------------- | ----------------- | ---------- |
| 1   | Zhu Xueying (CHN)             | 55,950           | 56,720              | 56,720            | C          |
| 2   | Viyaleta Bardzilouskaya (AIN) | 56,340           | —                   | 56,340            | C          |
| 3   | Hu Yicheng (CHN)              | 56,270           | —                   | 56,270            | C          |
| 4   | Anzhela Bladtceva (AIN)       | 55,640           | 55,710              | 55,710            | C          |
| 5   | Bryony Page (GBR)             | 54,970           | 55,620              | 55,620            | C          |
| 6   | Hikaru Mori (JPN)             | 54,890           | 55,150              | 55,150            | C          |
| 7   | Maddie Davidson (NZL)         | 54,740           | 53,910              | 54,740            | C          |
| 8   | Sophiane Méthot (CAN)         | 54,640           | 53,160              | 54,640            | C          |
| 9   | Noemi Romero Rosario (ESP)    | 17,340           | 54,250              | 54,250            | R1         |
| 10  | Seljan Mahsudova (AZE)        | 42,950           | 53,750              | 53,750            | R2         |
| 11  | Luba Golovina (GEO)           | 53,620           | 53,460              | 53,620            | —          |
| 12  | Léa Labrousse (FRA)           | 53,220           | 52,990              | 53,220            | —          |
| 13  | Jessica Stevens (USA)         | 53,170           | 52,450              | 53,170            | —          |
| 14  | Isabelle Songhurst (GBR)      | 52,920           | 52,840              | 52,920            | —          |
| 15  | Camilla Gomes (BRA)           | 42,920           | 50,580              | 50,580            | —          |
| 16  | Malak Hamza (EGY)             | 9,090            | 9,650               | 9,650             | —          |

### Finala
| Loc | Sportiv                       | Dificultate | Execuție | Zbor   | Deplasare orizontală | Penalizare | Total |
| --- | ----------------------------- | ----------- | -------- | ------ | -------------------- | ---------- | ----- |
| 1   | Bryony Page (GBR)             | 15,000      | 16,400   | 15,580 | 9,500                | 56,480     |       |
| 2   | Viyaleta Bardzilouskaya (AIN) | 14,400      | 16,000   | 16,560 | 9,100                | 56,060     |       |
| 3   | Sophiane Méthot (CAN)         | 15,000      | 15,600   | 15,250 | 9,800                | 55,650     |       |
| 4   | Zhu Xueying (CHN)             | 14,400      | 16,500   | 15,710 | 8,900                | 55,510     |       |
| 5   | Anzhela Bladtceva (AIN)       | 14,400      | 16,000   | 15,420 | 9,200                | 55,020     |       |
| 6   | Hikaru Mori (JPN)             | 15,000      | 15,200   | 15,740 | 8,800                | 54,740     |       |
| 7   | Maddie Davidson (NZL)         | 14,000      | 15,100   | 15,930 | 9,200                | 54,230     |       |
| 8   | Hu Yicheng (CHN)              | 3,200       | 3,300    | 3,390  | 1,900                | 11,790     |       |